# Henry Morgentaler
Henekh Morgentaler, detto Henry (Łódź, 19 marzo 1923 – Toronto, 29 maggio 2013), è stato un medico e attivista polacco naturalizzato canadese. Era di origini ebraiche e combatté numerose battaglie legali finalizzate all'espansione del diritto all'aborto in Canada. Da giovane, durante la seconda guerra mondiale, Morgentaler fu imprigionato nel ghetto di Łódź e successivamente nel campo di concentramento di Dachau.
Dopo la guerra, Morgentaler emigrò in Canada e studiò medicina, diventando uno dei primi medici canadesi a eseguire vasectomie, a inserire dispositivi intrauterini e a fornire a pillole anticoncezionali alle donne non sposate. Aprì la sua prima clinica per aborti nel 1969 a Montréal sfidando ciò che vedeva come una legge ingiusta che poneva pesanti restrizioni alle donne che volevano abortire. Fu il primo medico del Nord America ad utilizzare l'aspirazione a vuoto, aprì venti cliniche e formò più di cento medici. Morgentaler contestò due volte la costituzionalità della legge federale sull'aborto, perdendo la prima volta, nella causa Morgentaler v R del 1975, e vincendo la seconda volta, nella causa R v Morgentaler del 1988.
Nel 2008, Morgentaler venne insignito dell'Ordine del Canada "per il suo impegno nell'aumentare le opzioni di assistenza sanitaria per le donne, per i suoi risoluti sforzi per influenzare la politica pubblica canadese e la sua leadership nelle organizzazioni umanistiche e per le libertà civili". Morgentaler morì a 90 anni per un infarto.

## Primi anni
Henekh Morgentaler nacque a Łódź, a circa 120 chilometri a sud-ovest di Varsavia, in Polonia, il 19 marzo 1923 da Josef e Golda Morgentaler. Prima della seconda guerra mondiale, il padre di Morgentaler era attivo nel Bund generale ebraico del lavoro in Polonia. Durante l'occupazione tedesca della Polonia fu creato il ghetto di Łódź e agli ebrei venne proibito di lasciarlo. Il padre di Morgentaler fu ucciso dalla Gestapo, mentre Henry visse con sua madre e suo fratello minore nel ghetto con altre 164 000 persone. Sua sorella era partita per Varsavia con suo marito prima dell'inizio della guerra. Fu incarcerata nel ghetto di Varsavia e prese parte alla rivolta di quel ghetto. Fu uccisa nel campo di sterminio di Treblinka.
Quando i tedeschi razziarono il ghetto di Łódź con l'aiuto della polizia ebraica del ghetto, i Rosenfarbs e i Morgentaler (Golda e i suoi figli Henry e Abraham) insieme ad altre due famiglie si nascosero in una stanza con la porta nascosta da un armadio. Dopo due giorni di clandestinità, il 23 agosto 1942 furono trovati e deportati nel campo di concentramento di Auschwitz. I ragazzi non videro mai più la loro madre. Golda morì lì. Il 27 agosto, Henry e Abraham furono mandati alla KL Landsberg, presso il campo di concentramento di Dachau, dove rimasero entrambi fino alla fine della guerra. Nel febbraio del 1943, Henry fu inviato al KL Kaufering, un campo satellite di Dachau. Verso la fine del conflitto venne ricoverato in infermeria e venne liberato dall'esercito americano il 29 aprile 1945. Al suo rilascio all'età di 22 anni, Henry pesava solo 32 kg. Venne ricoverato in un ospedale per sfollati a Landsberg am Lech. Dopo alcuni mesi fu trasferito all'ospedale dell'arciabbazia di Sant'Ottilia e da lì, con Abraham, a un campo sfollati sito a Feldafing, in Baviera.

## Dopo la guerra
Nel 1946, Abraham emigrò negli Stati Uniti d'America. Nel 1947 Henry si diresse a Bruxelles, in Belgio, dove si unì ad alcuni suoi amici, i Rosenfarbs. Poiché non erano entrati legalmente in Belgio, lui e la sua fidanzata, Chava Rosenfarb, dovettero emigrare. La sorella di Chava, Henia Reinhartz, nelle sue memorie intitolate "Bits and Pieces" descrisse le dure condizioni economiche mentre la famiglia e Henry vivevano a Bruxelles. Una foto mostra Henia, Chava e la loro madre che indossano cappotti fatti con coperte donati dall'UNRRA. Nel 1949 Henry e Chava si sposarono. Lasciarono l'Europa nel febbraio del 1950, sulla SS Samaria, navigando verso il Canada.
La coppia si stabilì a Montréal, dove Chava riprese la sua vocazione di scrittrice. Diversi mesi dopo nacque la loro prima figlia, Goldie. Il loro secondo figlio, un maschio, si chiama Abraham. Henry, per sua stessa ammissione, era un orgoglioso donnaiolo. Il loro matrimonio finì con il divorzio a metà degli anni '70. Chava morì il 30 gennaio 2011.

## Carriera
Morgentaler studiò medicina all'Università di Montréal e si laureò nel 1953. Dopo aver ottenuto la cittadinanza canadese, iniziò a praticare la professione medica nella zona est di Montréal. Iniziò come medico generico nel 1955 ma si specializzò sempre più nella pianificazione familiare, diventando uno dei primi medici canadesi a eseguire vasectomie, a inserire dispositivi intrauterini e a fornire pillole anticoncezionali alle donne non sposate.
Il 19 ottobre 1967, presentò un rapporto a nome dell'Associazione umanista del Canada davanti a una commissione per la salute e il benessere della Camera dei comuni che stava indagando sulla questione dell'aborto illegale. Morgentaler dichiarò che le donne dovrebbero avere il diritto a un aborto sicuro. La reazione alla sua testimonianza pubblica lo sorprese: iniziò a ricevere chiamate da donne che volevano abortire. Robert Malcolm Campbell e Leslie Alexander Pal scrissero: "Henry Morgentaler sperimentò le limitazioni della legge [sull'aborto] direttamente nelle suppliche di donne disperate che visitavano il suo ufficio di Montréal". La prima risposta di Morgentaler fu di rifiutare:
Per un periodo fu in grado di indirizzare le donne ad altri due medici che praticavano l'aborto ma poi questi divennero indisponibili. Non c'era nessuno da cui potesse mandarle, e alcune di loro finivano nel pronto soccorso dopo aver praticato interruzioni di gravidanza in modo clandestino. Disse che si sentiva un vigliacco per averle mandate via e che si stava sottraendo alle sue responsabilità. Alla fine, nonostante i rischi per se stesso - la fine della carriera, la prigione per anni o per tutta la vita - decise di praticare l'aborto e, allo stesso tempo, di sfidare la legge. Sapeva da altri medici e dai giornali che le donne di Montréal erano morte perché avevano abortito in condizioni non ottimali. Sapeva che le donne erano determinate ad abortire nonostante il pericolo per la loro salute e le loro vite. Sapeva di poter prevenire quelle morti inutili. Decise così di usare la disobbedienza civile per cambiare la legge.
Nel 1968, Morgentaler rinunciò alla pratica medica e iniziò a praticare gli aborti nella sua clinica privata. A quel tempo, l'aborto era illegale, tranne nei casi in cui il proseguimento di una gravidanza minacciasse la vita della donna incinta. Il 26 agosto 1969, un emendamento al codice penale legalizzò l'aborto in Canada se eseguito in un ospedale e dopo l'approvazione di un comitato terapeutico. Tuttavia, non vi era alcun obbligo per un ospedale di istituire un comitato e solo circa un terzo delle cliniche lo fece. Molte aree erano prive della possibilità di praticare un aborto legale, costringendo le donne a viaggiare e ad indurre barriere e ritardi. Alcune commissioni non si incontrarono mai. Anche se lo avessero fatto, non videro mai la loro "paziente" e il suo destino era determinato dalle loro opinioni soggettive. Inoltre, non vi fu alcun ricorso alla decisione di un comitato. In effetti, il sistema era gravemente ingiusto. Gli aborti di Morgentaler rimasero illegali ai sensi di tale nuova legge perché non li presentava in anticipo a un comitato per l'approvazione. Divennero legali nel 1988, quando la sezione 251 del codice penale (ora nota come sezione 287) fu dichiarata incostituzionale dalla Corte suprema del Canada.
Dopo che il Québec smise di processarlo nel 1976, Morgentaler aprì una clinica per aborti in Ontario. Nonostante i procedimenti penali, lo fece anche in altre province. Nel 2003 poté chiudere le sue cliniche di Halifax perché un medico che aveva formato ora praticava gli aborti in un ospedale locale, il QEII Health Sciences Centre.
Nel 2006, Morgentaler dovette interrompere l'esecuzione di aborti dopo aver subito un intervento chirurgico di bypass cardiaco. Continuò, tuttavia, a supervisionare le operazioni delle sue sei cliniche private.

## Battaglie giudiziarie

### Québec
Nel 1969, Morgentaler aprì una clinica per aborti a Montréal. Disse di aver fatto domanda per una clinica per l'aborto modello e propose ai governi federale e provinciali che gli aborti potessero essere fatti tranquillamente fuori dagli ospedali. Egli raccontò che né il governo provinciale né il governo federale erano interessati. Ognuno diceva che era responsabilità dell'altro. Nessuno venne a ispezionare la clinica. Invece, mandarono la polizia. Il 1º giugno 1970, la polizia municipale di Montréal fece irruzione nella clinica di Morgentaler e impose diverse accuse di esecuzione di aborti illegali. Il primo caso non venne portato in giudizio fino al 1973; nel frattempo, gruppi di donne si organizzarono a suo favore e continuarono a praticare aborti. Nel 1973, il medico dichiarò di aver eseguito 5000 aborti sicuri al di fuori degli ospedali, dimostrando che non era necessario un ambiente ospedaliero.
Per riassumere, tra il 1973 e il 1975, Morgentaler fu processato tre volte a Montréal per aver sfidato la legge sull'aborto; ogni volta, si difendeva dicendo di aver agito in stato di necessità, e ogni volta fu assolto. Ogni volta, la giuria impiegava meno tempo a prendere la decisione di assolvere: al terzo processo, ci volle un'ora. Questo è chiamato nullificazione della giuria - il rifiuto delle giurie di far rispettare una legge che percepiscono essere ingiusta.
Ogni addebito fu portato a processo separatamente. Al processo del 1973, Morgentaler fu difeso da Claude-Armand Sheppard. Sheppard presentò la "difesa della necessità": come medico, Morgentaler aveva il dovere di salvaguardare la vita e la salute delle donne che venivano da lui per abortire e questo si compensava con il suo dovere di obbedire alla legge. Dopo aver sentito alcune di quelle donne come testimoni, la giuria lo assolse.
La provincia impugnò l'assoluzione. In una mossa letteralmente senza precedenti, l'assoluzione della giuria fu annullata da cinque giudici sulla Corte d'appello del Québec nel 1974, che emisero una condanna. Il medico presentò appello contro la sentenza alla Corte suprema del Canada, ma la corte confermò la sua condanna in una decisione di 6 a 3, affermando che il pericolo per le donne non era immediato. Fu condannato a 18 mesi di prigione e iniziò a scontare la pena a marzo del 1975.
Nel 1975, sotto il Primo ministro liberale Pierre Trudeau, il parlamento canadese modificò la legge in modo che una corte d'appello non potesse rovesciare un'assoluzione della giuria, sebbene potesse ordinare un nuovo processo. Questo è noto come "emendamento Morgentaler" al codice penale. Il governo del Québec accantonò la sua prima condanna e ordinò un nuovo processo. Morgentaler fu rilasciato nell'attesa del dibattimento.
Nel 1975, mentre era in prigione, il ministero della giustizia del Québec gli impose una seconda serie di accuse contro di lui e fu assolto da un'altra giuria. Era, tuttavia, già in prigione. Una vignetta satirica dell'epoca mostra una guardia carceraria che spingeva il vassoio di cibo di Morgentaler nella sua cella e diceva: "Congratulazioni, dottore, sei stato assolto di nuovo!" Il Ministero della giustizia fece appello a questa seconda assoluzione, ma questa volta, la Corte d'appello del Québec approvò all'unanimità l'assoluzione. Era il 19 gennaio 1976.
A dispetto della consuetudine legale, Morgentaler non fu rilasciato sulla parola dopo aver scontato 1/3 della sua condanna, sei mesi. In totale, scontò dieci mesi e subì un attacco cardiaco mentre era in isolamento, dopodiché venne dimesso in ospedale. Fu riferito che il ministro della giustizia del Québec, il liberale Jérôme Choquette, era profondamente coinvolto e interessato a perseguire Morgentaler fino alla sua rimozione dall'incarico.
Nel gennaio del 1976, il ministro federale della giustizia Ron Basford, iniziò un terzo processo contro Morgentaler, sulla prima serie di accuse. Il 18 settembre 1976 il processo si concluse con un'assoluzione da parte di una giuria diversa. Questa fu la sua terza assoluzione da parte di una giuria del Québec.
Nel 1976 il Parti Québécois prese il potere. Si resero conto che la legge sull'aborto non poteva essere applicata se le giurie non avessero condannato, così lasciarono cadere le rimanenti accuse. L'11 dicembre 1976, il nuovo ministro della giustizia, Marc-André Bédard, ritirò le accuse contro Morgentaler e altri medici e annunciò che non ci sarebbero stati ulteriori studi per gli aborti clinici in Québec. Questo avvenne appena in tempo per evitare che un quarto processo Morgentaler iniziasse il lunedì successivo.
Bédard definì la legge anti-aborto inapplicabile. Da quel momento in poi, il Québec si rifiutò di far rispettare la legge federale che proibiva l'aborto da parte di personale medico qualificato. Bédard sottolineò che la polizia avrebbe continuato a identificare e accusare abortisti non qualificati e di strada. Il ministro della giustizia federale Ron Basford, affermò che il Québec aveva preso una decisione giusta ed equa che era propria dell'autorità provinciale. Il ministro della giustizia del Québec Bedford chiese quindi al ministro della giustizia federale Basford di modificare la sezione 251 del codice penale.
Più tardi, nel 1976, il procuratore generale per il Québec annunciò che da allora in poi gli aborti praticati dai medici nelle cliniche indipendenti erano legali nella provincia.
Nel 1976, Morgentaler andò alla Corte suprema del Canada nel tentativo di rovesciare la legge sull'aborto del paese con il caso noto come Morgentaler v The Queen, ma non ebbe successo. Nel 1982 la Carta canadese dei diritti e delle libertà fu emanata come parte della Costituzione del Canada. La Carta fu rilevante per i successivi casi giudiziari di Morgentaler.

## CARAL
Nel 1974, un gruppo di attivisti pro-choice fondò a Ottawa la Canadian Abortion Rights Action League (Associazione canadese per l'abrogazione della legge sull'aborto). Lo scopo di CARAL era di sostenere la sfida di Morgentaler alla legge sull'aborto del 1969 che richiedeva l'approvazione di un comitato terapeutico per l'aborto (TAC) prima che un aborto potesse essere eseguito legalmente (senza richiedere la formazione o l'incontro dei comitati). L'organizzazione formò capitoli provinciali e locali in tutto il Canada e contribuì a raccogliere fondi per le spese legali di Morgentaler. Il gruppo supportò l'uso dell'aspirazione sottovuoto in anestesia locale da parte di Morgentaler come il metodo più sicuro e meno invasivo rispetto al metodo della dilatazione e del raschiamento che era tradizionalmente eseguito negli ospedali per abortire o dopo gli aborti spontanei. Lo sviluppo dell'aborto medico ridusse la mortalità materna.

### Altre province e Canada
Incoraggiato dal sostegno pubblico per la sua lotta e preoccupato per l'accesso delle donne all'aborto in altre province, nel 1983 Morgentaler decise di sfidare la legge in altre province. Trascorse i successivi 15 anni aprendo e gestendo cliniche per aborti in tutto il Canada, in chiara violazione della legge. In ogni provincia, annunciava in anticipo che avrebbe aperto una struttura. Quell'anno, aprì cliniche a Winnipeg, nel Manitoba, e a Toronto, nell'Ontario.
A questo punto la marea dell'opinione pubblica si era mossa in favore di Morgentaler: un sondaggio Gallup del 1983 mostrava che il 72% dei canadesi riteneva che la decisione di abortire fosse di competenza esclusiva della donna incinta e del suo medico.
La clinica di Toronto era gestita da due colleghi, Leslie Frank Smoling e Robert Scott. Nel 1983, la polizia di Toronto fece irruzione nella clinica appena aperta da Morgentaler e lui e i suoi due colleghi furono accusati di praticare aborti illegali. Ancora una volta Morgentaler usò la difesa della necessità e fu assolto dalla giuria. L'ufficio del procuratore generale impugnò l'assoluzione e il verdetto venne annullato dalla Corte d'appello dell'Ontario, che emise una condanna. Ancora una volta, una corte d'appello aveva annullato l'assoluzione della giuria. Prima di Morgentaler, questo era inaudito. Ancora una volta, si appellò alla Corte suprema del Canada. Questa volta, Morgentaler sfidò la legge come incostituzionale sulla base del fatto che negava alle donne il diritto alla vita, alla libertà e alla sicurezza della persona.
Il caso di appello, R v. Morgentaler del 1988, venne dibattuto alla Corte suprema del Canada. Per Morgentaler fu una vittoria. La corte confermò l'assoluzione originale della giuria. Inoltre, dichiarò che la legge sull'aborto del 1969 violava la Carta canadese dei diritti e delle libertà e quindi era incostituzionale nel caso R. v. Morgentaler 1988 (1 SCR 30). La corte giudicò per 5 a 2 che le procedure amministrative erano ingombranti e ingiustificatamente interferivano con l'integrità corporale delle donne". Il 28 gennaio, la legge risultò in violazione della sezione 7 della Carta dei diritti e delle libertà perché violava il diritto di una donna alla "vita, alla libertà e alla sicurezza della persona".
I cinque giudici scrissero tre diverse opinioni che infransero la legge per diversi motivi: l'articolo 251 aveva imposto procedure e restrizioni inutili, limitato l'accesso agli ospedali e causato ritardi; comportava rischi fisici, psicologici ed emotivi per la donna e costringeva alcune donne a portare una gravidanza a termine contro la loro volontà.
Il giudice capo Brian Dickson scrisse:
La giudice Bertha Wilson scrisse:
Così il tribunale concordò con il ragionamento di Morgentaler. La sentenza della Corte suprema sostanzialmente mise fine a tutte le restrizioni che in Canada consideravano l'aborto un trattamento speciale, lasciandolo governare dalle leggi canadesi sulla pratica medica. Il Canada Health Act, i regolamenti medici provinciali e le restrizioni dell'assicurazione sanitaria erano però ancora validi. In particolare, le province potevano ancora rifiutarsi di pagare per gli aborti clinici ma non potevano chiedere che i comitati venissero usati per esaminare le procedure per l'approvazione, né potevano vietare l'aborto a titolo definitivo. Morgentaler descrisse comunque questo come il giorno più felice della sua vita.
I tribunali esaminarono vari tentativi da parte delle province e dei comuni di utilizzare le leggi sui servizi medici per limitare o ostacolare la capacità delle donne incinte di esercitare un diritto di scelta. Tutti questi tentativi furono respinti dai tribunali. Le forze anti-aborto fecero ricorso a tentativi politici di negare finanziamenti alle cliniche private per aborti e di vietare la creazione di cliniche all'interno delle province.
Nel 1989, la Nuova Scozia si prese un giorno per passare una legge che vietava gli aborti e alcune altre procedure come la liposuzione, al di fuori degli ospedali, rendendo illegali tutti gli aborti clinici o almeno non finanziati. Morgentaler aprì una clinica, presumibilmente per intervistare i clienti per aborti al di fuori della provincia. Quindi annunciò che lì avrebbe eseguito aborti. Il governo nel 1989 pose l'accusa di violazione della legge sui servizi medici della Nuova Scozia. La provincia chiese un'ingiunzione per impedire a Morgentaler di eseguire aborti clinici. L'ingiunzione fu concessa sulla base del fatto che c'era una schiacciante necessità di garantire il rispetto delle leggi provinciali. Respinse l'argomentazione secondo la quale la decisione della Corte Suprema del 1988 in R. v. Morgentaler proibiva alle province di approvare leggi che rendevano gli aborti clinici semplicemente illegali.
Per combattere le accuse e l'ingiunzione, Morgentaler contestò la costituzionalità della legge sui servizi medici della Nuova Scozia. Nel 1993, il caso arrivò davanti alla Corte suprema del Canada. La provincia sosteneva che stava combattendo la privatizzazione dei servizi sanitari. La corte, tuttavia, approvò all'unanimità quella parte della legge che proibiva le procedure nelle cliniche. Il giudice John Sopinka scrisse nella decisione che conveniva che queste norme sull'aborto non erano un regolamento provinciale valido per gli ospedali e le cliniche, ma una legge penale non valida: solo il governo federale può fare una legge penale. Di conseguenza, tutti i regolamenti vennero cancellati, compresi quelli che non avevano a che fare con l'aborto, che la corte definì una cortina fumogena per il vero scopo della provincia di impedire alle donne di abortire.
Nel giugno del 1991, il governo dell'Ontario annunciò che tutti gli aborti nella provincia, inclusi gli aborti clinici, sarebbero stati coperti dal piano di assicurazione sanitaria dell'Ontario. Le donne non avrebbero dovuto pagare di tasca propria per gli aborti clinici, come si faceva in altre province. Il ministero della sanità dell'Ontario annunciò che avrebbe lavorato con la professione medica per garantire che un numero sufficiente di medici venisse addestrato e che avrebbe eseguito aborti per tenere il passo con la domanda delle donne della provincia.
Nel 1994 il Nuovo Brunswick bandì gli aborti nelle cliniche fuori dagli ospedali. Nel 1995 l'aborto venne aggiunto al Canada Health Act come servizio medico essenziale, il che significa che deve essere coperto dall'assicurazione sanitaria. Tuttavia, alcune province non coprivano l'aborto clinico.
Nel 1995, le sentenze provinciali e federali costrinsero la Nuova Scozia e il Nuovo Brunswick a consentire alle cliniche private di praticare aborti. Il governo dell'Alberta fu penalizzato dal Canada Health Act per non aver finanziato gli aborti nelle cliniche, ma piuttosto per consentire la fatturazione privata alle cliniche abortiste provinciali. Nel 1996 l'Alberta cedette alla pressione finanziaria e accettò di finanziare le cliniche.
Nel 1996, Morgentaler scrisse "The moral case for abortion". In esso, egli espose il ragionamento che aveva guidato le sue azioni dai primi aborti in Québec e che aveva alimentato la sua difesa della necessità di fornire alle donne la possibilità di abortire. Questo era, in sostanza, il motivo per cui le giurie del Québec non lo avrebbero condannato:
Sebbene non esista alcuna cifra precisa, si stima che circa 4000-6000 donne canadesi siano morte per un aborto illegale tra il 1926 e il 1947. Questa lezione venne rafforzata nel 1990 dal tentativo conservatore di recriminalizzare l'aborto. Un governo federale conservatore, guidato dal primo ministro progressista conservatore Brian Mulroney, introdusse il Bill C-43, che puniva i medici con pene detentive se avessero eseguito aborti per donne la cui salute non era a rischio. Passò alla Camera dei comuni con un voto stretto di 140 a 131 in un tripudio di pubblicità. Non era ancora legge, ma nel giro di una settimana una studentessa universitaria di vent'anni si dissanguò in casa a causa di un aborto auto-indotto. Una ragazza adolescente rimase invece ferita nel tentativo di abortire. Queste vittime di gravidanze indesiderate ricevettero una considerevole pubblicità e diverse dimostrazioni per il diritto all'aborto si svolsero dopo la morte della studentessa, protestando contro Bill C-43. Il disegno di legge fu sconfitto al Senato con un voto di parità all'inizio del 1991 e le vittime di aborti illegali cessarono.
Le recenti battaglie legali di Morgentaler si concentrarono sull'ottenimento di finanziamenti pubblici universali per gli aborti, ottenendo il riconoscimento che una clinica specialistica ben regolata fornisce un servizio equivalente a quello offerto in un ospedale. Ad esempio, nel Nuovo Brunswick e nell'Isola del Principe Edoardo, il sistema sanitario provinciale paga gli aborti solo se vengono eseguiti presso ospedali autorizzati e approvati da due medici. Morgentaler sfidò questa politica nel Nuovo Brunswick.
Nel 2008, il caso giunse in tribunale. La provincia inizialmente dichiarò che le donne avrebbero potuto ottenere gli aborti medici necessari negli ospedali del Nuovo Brunswick. Nel 2006, tuttavia, l'ultimo ospedale del Nuovo Brunswick che eseguiva gli aborti finanziati pubblicamente, il Dr. Everett Chalmers Hospital di Fredericton, annunciò che avrebbe sospeso i servizi di aborto dal 1º luglio, citando problemi di carico di lavoro. Il Nuovo Brunswick e l'Isola del Principe Edoardo sono le uniche province del Canada che si rifiutano di pagare gli aborti nelle cliniche. Questa regola viola la Canadian Health Act e la decisione della Corte suprema del 1988 sul caso Morgentaler. La provincia sosteneva che Morgentaler non avrebbe potuto resistere perché solo una donna che aveva bisogno di usare la clinica aveva il diritto di contestare la politica sull'aborto. La New Brunswick Court of Queen's Bench stabilì che Morgentaler era in attesa di una causa contro il governo. Questo lasciò la clinica Morgentaler a Fredericton, dove le donne potevano ottenere aborti pagando fino a $ 750.
La giudice Paulette Garnett disse che Morgentaler dovrebbe avere una posizione legale per procedere con la causa perché la natura personale degli aborti - e il fatto che le procedure sono sensibili al tempo - rendono difficile per le donne portare il governo davanti ai tribunali. Dopo la sentenza, il governo esaminò la possibilità di presentare ricorso.
Nel 2009, Morgentaler stava lavorando per aprire due cliniche private per aborti nell'Artico canadese, in modo che le donne che vivono lì non dovessero percorrere vaste distanze per abortire.

## Minacce di morte, aggressioni e attentati dinamitardi
Ci sono furono molti casi di violenza da parte degli estremisti pro-life contro Morgentaler, il suo staff, i suoi pazienti e i suoi colleghi. La violenza contro l'aborto è descritta dal Canadian Security Intelligence Service come terrorismo su una singola questione. Le minacce di morte contro Morgentaler erano frequenti. Negli anni '80, un giornalista osservò che la pila di minacce di morte ricevute da Morgentaler in un mese era spessa 15 cm. Nel 1983 un uomo lo attaccò con cesoie da giardino fuori dalla sua clinica per aborti a Toronto. Judy Rebick bloccò l'attacco e Morgentaler rimase illeso. Augusto Dantas fu accusato di aggressione e possesso di un'arma pericolosa per il bene pubblico. Il 29 luglio 1983 dei manifestanti tentarono di far saltare la sua clinica; essa subì solo danni minori, mentre la vicina Toronto Women's Bookstore rimase quasi distrutta.
Nel maggio del 1992, la clinica Morgentaler di Harbord Street a Toronto fu incendiata di notte da due persone riprese dalla telecamera di sicurezza. Avevano usato della benzina come combustibile e un fuoco d'artificio per scatenare l'esplosione. Il giorno seguente, la direzione della clinica annunciò che l'incendio non era riuscito a prevenire alcun aborto, dal momento che tutti gli interventi programmati sarebbero stati effettuati in luoghi alternativi. Nessuno rimase ferito ma l'edificio dovette essere demolito. Anche la libreria femminile della porta accanto rimase danneggiata, in particolare la sezione donne e parto. Il giorno dopo l'incendio, Morgentaler venne a ispezionare il danno e una folla di sostenitori dei diritti all'aborto apparve in clinica con cartelli che dicevano "Just Say No to Bombs" e "Honk for Choice". A causa dell'incendio doloso, il governo dell'Ontario decise di spendere $ 420 000 per migliorare la sicurezza delle cliniche per aborti. All'epoca, tutte e quattro le cliniche indipendenti dell'Ontario erano a Toronto. Il governo voleva raccogliere informazioni sulle attività dei simpatizzanti pro-life; al momento, le forze dell'ordine in Canada non raccoglievano statistiche su molestie e violenze contro i fornitori di aborti, le loro cliniche o i loro clienti.
Dopo gli attacchi di cecchini contro altri medici come Garson Romalis e Hugh Short, gli abortisti in Canada erano consapevoli che le loro stesse vite potevano essere in pericolo a causa di assassini anti-abortisti che usavano fucili ad alta potenza.
L'omicidio del dottor Barnett Slepian, avvenuto a Buffalo il 23 ottobre 1998 con un fucile ad alta potenza, rafforzò le minacce. I medici abortisti indossavano giubbotti antiproiettile e tiravano le tende per impedire agli assassini di sparare nelle loro case. Morgentaler disse: "So di prove aneddotiche che alcuni medici stanno considerando che potrebbero non essere in grado di continuare. È una situazione molto brutta". Disse che avrebbe continuato a praticare gli aborti. Morgentaler riteneva che l'aggressore fosse un americano e che gli attacchi fossero un sottoprodotto indesiderato della battaglia al vetriolo sull'aborto, alimentata dalla religione negli Stati Uniti. Dichiarò: "In Canada, hai meno fanatici religiosi, c'è molta meno violenza in Canada ed è una società molto più tollerante".
In risposta alla pugnalata ricevuta da Garson Romalis nel 2000, Morgentaler notò che alcuni medici dell'Ontario, del Nuovo Brunswick e di Terranova avevano smesso di praticare aborti. "Per anni abbiamo vissuto nell'ombra dei medici uccisi", disse Morgentaler. "Questa violenza è un segno di frustrazione, rabbia e bancarotta morale nel movimento anti-abortista".

## Altri problemi legali
Nel 1976, il comitato disciplinare della Professional Corporation of Physicians del Québec sospese la licenza medica di Morgentaler per un anno a seguito della sua condanna per aver compiuto un aborto illegale. Dato che aveva operato fuori dagli ospedali e senza un comitato di aborto terapeutico, tutti i suoi aborti erano illegali. Secondo la biografia di Morgentaler di Catherine Dunphy del 1996, il comitato "commentò" un atteggiamento che era principalmente diretto a proteggerlo dalle tasse. Non si erano tenuti colloqui veramente validi prima di procedere con l'aborto. Questo comportamento conferisce un carattere mercenario sulla relazione medico-paziente. Questo comitato non fu in grado di conciliare questo comportamento con la preoccupazione umanitaria che l'accusato aveva invocato per tutta la sua difesa".
La Montreal Gazette nel 1974 riportò che secondo le prove della polizia, Morgentaler stava riutilizzando dei dispositivi usa e getta, contro le istruzioni del produttore che affermavano che "non potevano essere riutilizzate". La Gazette riportò che, quando contattato, Morgentaler affermava che i precedenti dispositivi modello "potevano essere usati occasionalmente più di una volta", ma insisteva sul fatto che "se qualcuno usa un dispositivo una o due volte non ha nulla a che fare con la pratica della buona medicina". Un articolo del rapporto dell'Alberta del 1991 riportò che ora negava di riutilizzare i dispositivi, ma riferì anche che, secondo gli avvocati della Gazette, Morgentaler non intraprese alcuna azione legale contro tale documento.
Nel 1973, sulla base delle dichiarazioni pubbliche di Morgentaler che disse di aver eseguito migliaia di aborti, il ministero delle entrate del Québec gli ordinò di pagare 354 799 $ in tasse sul reddito non pagate. Morgentaler si stabilì fuori campo pochi anni dopo, pagando $ 101 000.

## Riconoscimenti e premi
Morgentaler fu il primo presidente dell'Associazione umanista del Canada (HAC) dal 1968 al 1999. In seguito rimase presidente onorario dell'organizzazione. L'Associazione il 3 agosto 2008 a Toronto, durante la sua convention per il 40º anniversario, gli conferì il premio alla carriera. Quella fu la più grande convention umanista nella storia della nazione.
Nel 1973, Morgentaler fu uno dei firmatari del secondo Manifesto degli Umanisti. L'American Humanist Association lo nominò Humanist of the Year 1975, insieme a Betty Friedan, autrice di The Feminine Mystique.
Il 16 giugno 2005, l'Università dell'Ontario Occidentale conferì a Morgentaler una laurea honoris causa in giurisprudenza; questa fu la sua prima laurea honoris causa. Questa decisione del comitato dei gradi onorari del Senato accademico generò l'opposizione delle organizzazioni pro-life canadesi. 12 000 firme vennero raccolte su una petizione che chiedeva all'ateneo di invertire la sua decisione di onorare Morgentaler e si tennero diversi raduni di protesta, incluso uno il giorno in cui gli fu conferito il titolo onorario. Una contro petizione, a sostegno della decisione dell'università raccolse oltre 10 000 firme.
Il 5 agosto 2005, Morgentaler ricevette il premio Couchiching per la leadership di politica pubblica per i suoi sforzi a favore dei diritti delle donne e dei problemi di salute riproduttiva. Il premio gli fu assegnato dal Couchiching Institute on Public Affairs alla 74ª conferenza estiva annuale. Il Premio Couchiching per la leadership di politica pubblica viene assegnato ogni anno a un canadese riconosciuto a livello nazionale che abbia dimostrato di essere un leader nella politica pubblica e che abbia avuto un impatto positivo sul Canada o su una comunità in Canada, spesso di fronte all'opposizione pubblica. In parte, nel decreto di assegnazione si legge:
Il Congresso del lavoro canadese il 28 maggio 2008 gli assegnò la sua più alta onorificenza, il Premio per il miglior servizio all'umanità. Nell'atto di assegnazione si legge:
In quell'occasione, Morgentaler disse: "Dobbiamo rimanere vigili in difesa del diritto di scelta di una donna, perché ci sono ancora troppi legislatori e operatori sanitari là fuori che non sono a favore della scelta e troppe donne che continuano ad avere la loro salute messa a rischio perché a loro viene negato l'accesso al servizio di aborto sicuro in un ambiente favorevole, vent'anni dopo che le leggi sull'aborto del Canada sono state abbattute".
Nel 2010 a Morgentaler fu assegnato il premio Transformational Canadians come persona che "ha fatto la differenza migliorando incommensurabilmente la vita degli altri". La notizia fa notare: "In Canada, una donna può abortire senza il timore di essere perseguita o imprigionata - per la semplice ragione che non esiste una legge sull'aborto. Per oltre 20 anni, questo stato di cose ci ha contraddistinto dal resto del mondo sviluppato. Le donne canadesi godono del diritto ad aborti sicuri e legali soprattutto perché Henry Morgentaler ha combattuto una lunga battaglia per loro conto e con suo disturbo, l'imperturbabile dottor Morgentaler è stato processato, è rimasto in prigione e ha ricevuto numerose minacce di morte. Cosa lo spinse a correre tali rischi ?". "La consapevolezza che una terribile ingiustizia era stata fatta alle donne e la convinzione che fosse necessario cambiare la situazione per fornire aiuto a coloro che ne avevano bisogno", rispose il medico in pensione via e-mail.

### Ordine del Canada
Il 1º luglio 2008 Morgentaler venne nominato membro dell'Ordine del Canada "per il suo impegno nell'aumentare le opzioni di assistenza sanitaria per le donne, per i suoi sforzi risoluti per influenzare la politica pubblica canadese e per la sua leadership nelle organizzazioni umanistiche e di libertà civili". Gli attivisti per i diritti all'aborto applaudirono alla decisione, dicendo che Morgentaler aveva messo in pericolo la sua vita e la sua libertà per far avanzare i diritti delle donne, mentre i gruppi pro-life criticarono fortemente il premio, affermando che avrebbero rinunciato all'Ordine del Canada. La femminista e scrittrice Judy Rebick dichiarò a The Globe and Mail che era tempo che Morgentaler fosse onorato per la sua lunga battaglia. Disse: "Il dottor Morgentaler è un eroe per milioni di donne nel paese. Ha rischiato la vita per lottare per i diritti delle donne. [...] È una figura enorme nella storia del Canada e il fatto che fino ad ora non lo abbia [l'Ordine del Canada] è uno scandalo".
Sulla questione, il Primo ministro Stephen Harper disse che preferirebbe vedere il premio civile più alto del paese "essere qualcosa che davvero unifica" e "porta i canadesi insieme", mentre il leader del Partito Liberale Stéphane Dion disse: "Il dottor Morgentaler ha resistito per tutta la sua carriera dare alle donne il diritto di scegliere, spesso con un grande rischio personale", e chiese ai canadesi di rispettare e celebrare la decisione.
Diversi membri dell'ordine dissero che avrebbero restituito le loro insegne a Rideau Hall in segno di protesta. Tra essi vi furono il sacerdote cattolico romano Lucien Larré; Gilbert Finn, già luogotenente governatore del Nuovo Brunswick; Frank Chauvin, un detective della polizia in pensione che aveva fondato un orfanotrofio; e l'Apostolato della Casa della Madonna per conto della defunta Catherine Doherty.
Il 1º giugno 2009, tre membri lasciarono l'ordine in segno di protesta contro l'ammissione di Morgentaler. Tra essi vi era l'arcivescovo di Montréal, il cardinale Jean-Claude Turcotte. Questi spiegò le sue dimissioni alla CBC, dicendo: "Sono preoccupato per come trattiamo la vita, dal concepimento alla morte, ho deciso di prendere una posizione che riflette chiaramente le mie convinzioni". Gli altri erano l'astronomo René Racine e il pianista e direttore d'orchestra Jacqueline Richard, entrambi di Montréal. Circa una dozzina di persone manifestarono all'esterno del luogo dove si svolse la cerimonia di assegnazione a Québec.

## Carriera politica
Nel 1972, Morgentaler corse nelle elezioni federali per il collegio di Saint-Denis come indipendente, finendo quarto con 1509 voti.

## Altre attività
La campagna di Morgentaler per la salute riproduttiva delle donne lo portò in tutto il Canada a parlare di impegni e raccolte di fondi per promuovere la pianificazione familiare. Nel 1999 Morgentaler sostenne che il declino dei tassi di criminalità giovanile poteva essere accreditato alla legalizzazione dell'aborto avvenuta circa venti anni prima. Secondo lui aveva portato a un minor numero di bambini trascurati e arrabbiati e a meno madri che sopravvivono per nutrire i loro figli. Nel 2006, Morgentaler si ritirò dalla pratica attiva.
Nell'agosto del 2011, Morgentaler partecipò ai funerali del leader dell'opposizione Jack Layton, leader del Nuovo Partito Democratico. Negli anni '80, Layton partecipò alla difesa delle cliniche di Morgentaler, quando i sostenitori dei diritti all'aborto proteggevano l'ingresso di una clinica per impedire ai pro-life di bloccare le porte per impedire ai pazienti di entrare. L'NDP fu un convinto sostenitore del diritto di aborto, rendendolo parte della sua piattaforma politica per molti anni.
Nel 1991, discusse con William Lane Craig in un dibattito intitolato "umanesimo contro cristianesimo".

## Rappresentazioni nei media e nella cultura
Morgentaler fu oggetto di un film del National Film Board of Canada diretto da Paul Cowan: Democracy on Trial: The Morgentaler Affair.
Nel 2005, la rete televisiva CTV produsse un film televisivo che documenta la vita e la pratica di Morgentaler intitolato Choice: The Henry Morgentaler Story. Il film venne descritto in questo modo: "Racconta come il medico abbia provocatoriamente iniziato la sua lotta per i diritti riproduttivi delle donne nel 1967 e di quando scontò la pena in una prigione del Québec nel 1975 con l'accusa di aborto. La storia culmina con la Corte suprema del Canada che decide di abbattere queste leggi sull'aborto del paese nel 1988". In un'intervista con CTV, Morgentaler spiegò: "Sono stato coinvolto perché questa era, per me, una lotta per la giustizia, per la giustizia fondamentale, e il fatto che avrei potuto fare qualcosa per aiutare le donne nonostante una legge che non mi permetteva di farlo". "Ero disposto ad andare in prigione, ero disposto a morire per questo", disse ad AM Wednesday. "Quindi, quando guardo indietro, guardo a una vita di successo perché ho raggiunto un grande obiettivo e ne sono molto orgoglioso".
Una famosa vignetta disegnata da Terry Mosher Montréal Gazette riportava la previsione del sindaco di Montréal Jean Drapeau secondo cui "le Olimpiadi di Montréal non possono avere un deficit più che un uomo possa avere un bambino". Dopo le finanziariamente disastrose Olimpiadi estive del 1976, disegnò una vignetta con un Drapeau in stato di gravidanza che faceva una telefonata a Morgentaler.
I membri del gruppo rock alternativo Me Mom e Morgentaler usarono il medico come ispirazione per il loro nome.